# فلم مخيف 5
فيلم مخيف 5 (بالإنجليزية: Scary Movie 5) هو فيلم كوميدي يقدم محاكاة ساخرة لافلام الرعب الشهيرة أُصدر في الولايات المتحدة سنة 2013. وهذا الفيلم من بطولة آشلي تيسدال وهيذر لوكلير وجيري أوكونيل وتشارلي شين وليندزي لوهان.

## القصة
تدور الأحداث حول زوجان حديثي الزواج، وفور إنجابهما طفلهما تبدأ أمور غريبة بالظهور لهم داخل المنزل، حتى خيل لهم بأنهم مطاردين من قبل شيطان، وقرروا إيجاد المساعدة في التخلص من تلك الحوادث الغامضة.

## الممثلون والشخصيات
- آشلي تيسدال (بدور: جودي)
- هيذر لوكلير (بدور: باربارا)
- جيري أوكونيل
- تشارلي شين (بدور: نفسه)
- ليندزي لوهان (بدور: نفسها)

## الميزانية والإيرادات
بلغت تكلفة إنتاج الفيلم حوالي 20 مليون دولار.

## وصلات خارجية
- مقالات تستعمل روابط فنية بلا صلة مع ويكي بيانات